# Museum voor professionele miniatuurkunst Henryk Jan Dominiak in Tychy

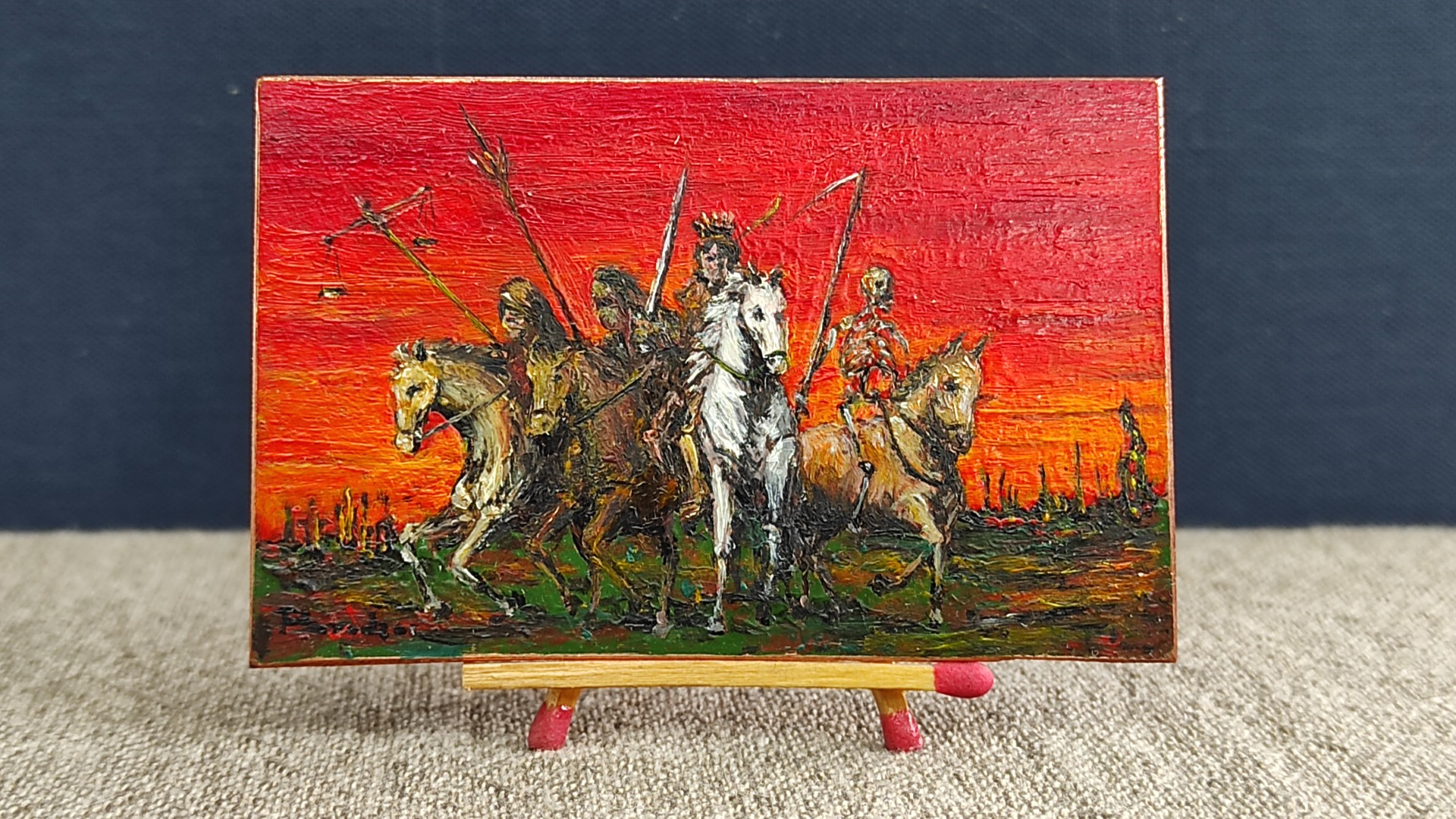
Vier ruiters van de Apocalyps in een apocalyptische context van links naar rechts benoemd: 'Hongersnood', 'Oorlog', 'Pest' en 'Dood'.
Werk van Paweł Brodzisz
(2025),
dimensies 50 × 77 mm.

Het Museum voor professionele miniatuurkunst Henryk Jan Dominiak in Tychy (Pools:Muzeum Miniaturowej Sztuki Profesjonalnej Henryk Jan Dominiak w Tychach) is een museum voor moderne en hedendaagse kunst in de Poolse stad Tychy. Het wordt beschouwd als het kleinste museum voor moderne, 21ste-eeuwse kunst ter wereld. Het museum staat onder toezicht van het Ministerie van Cultuur en Nationaal Erfgoed.

## Collection of Modern Art
Het museum was bedacht door Henryk Jan Dominiak. In 2013 werd de collectie voor de eerst keer in Tychy tentoongesteld. Bij de opening van het museum op 16 april 2013 bestond de collectie uit 170 voorwerpen. Uit een museumcatalogus van 10 januari 2023 blijkt de collectie dan te bestaan uit 970 voorwerpen. Het museum is gevestigd in het appartement van de familie Dominiak (die er nog steeds woont) en exposeert voornamelijk miniatuur schilderijen, tekeningen en afbeeldingen, en een miniatuursculptuur.

## Galerij
Enkele geselecteerde exposities:

### De expositie van de schilderijen

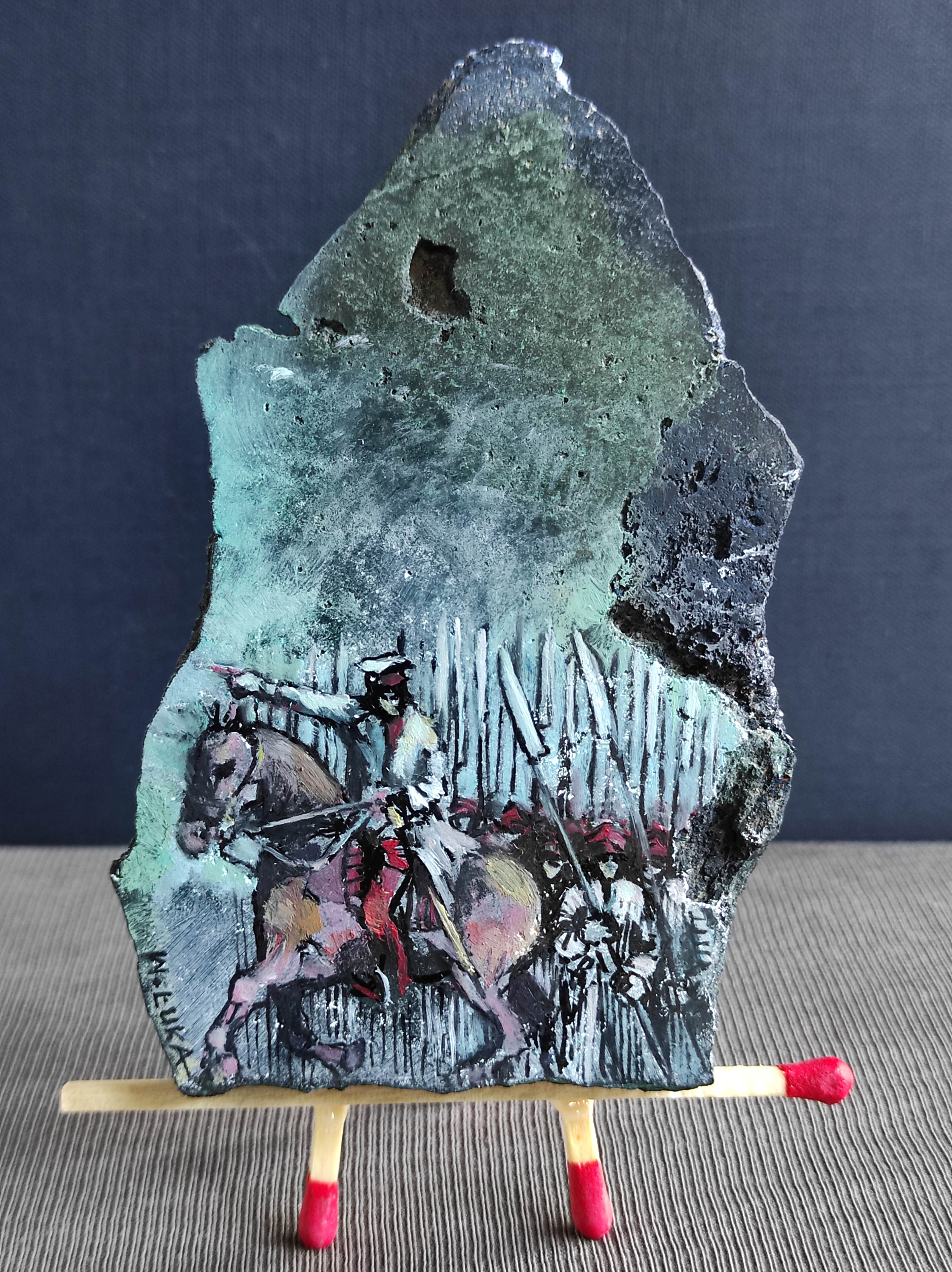
Slag bij Racławice dimensies 132 × 77 mm
Wonder aan de Wisła dimensies 44 × 22 mm, de kleinste ter wereld[15][16]
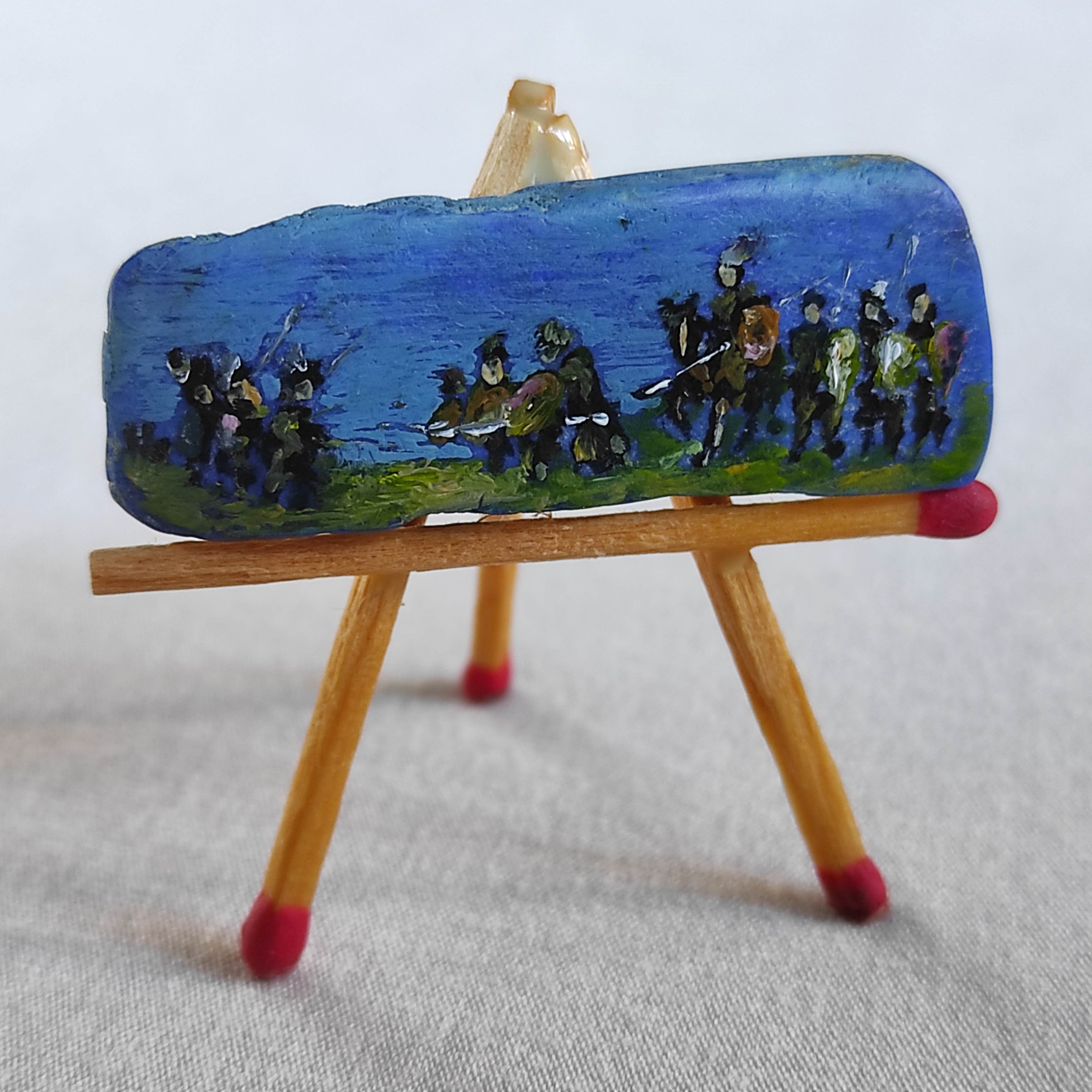
Slag bij Cedynia dimensies 42 × 15 mm
Rozen dimensies 23 × 23 mm

### Een expositie van een kunstzinnige tekening

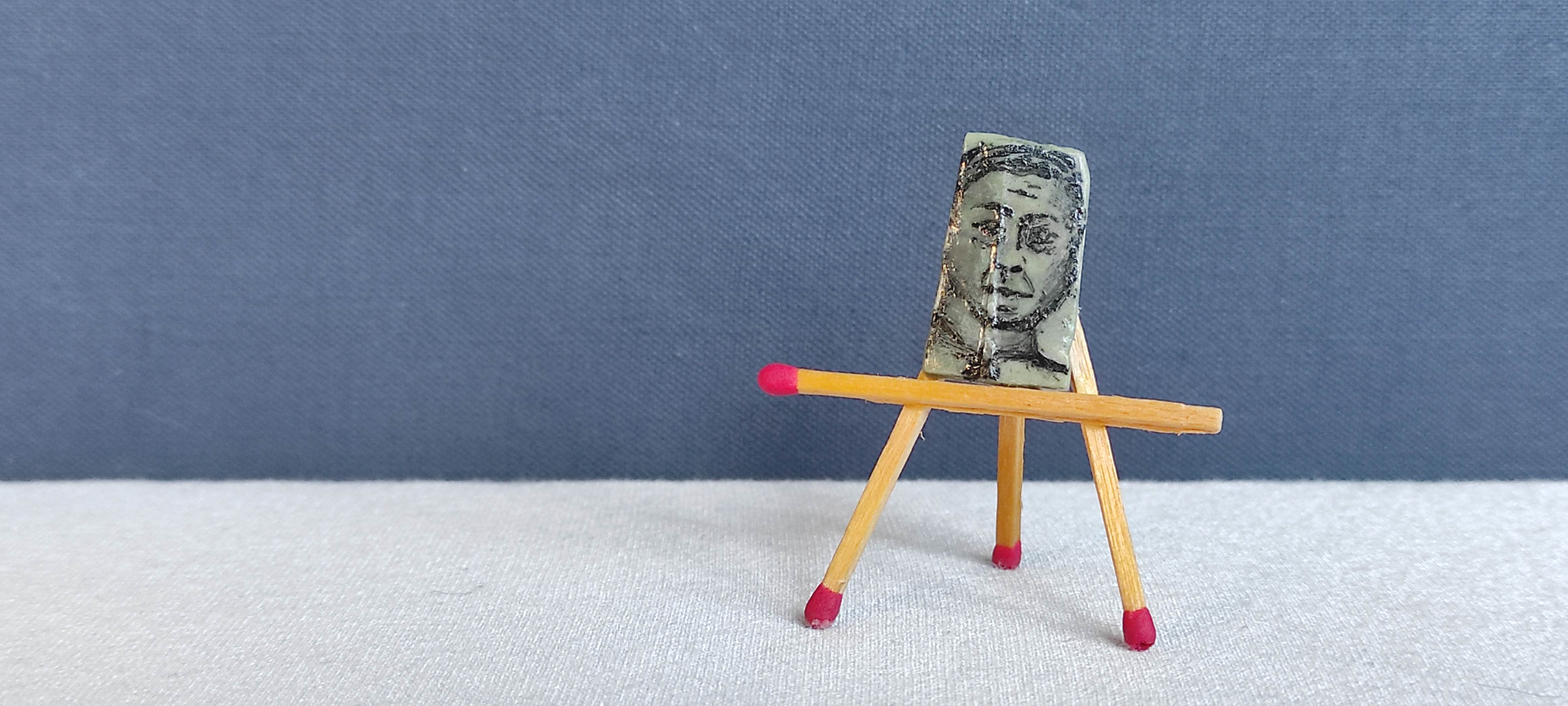
Volodymyr Oleksandrovytsj Zelensky dimensies 14 × 22 mm
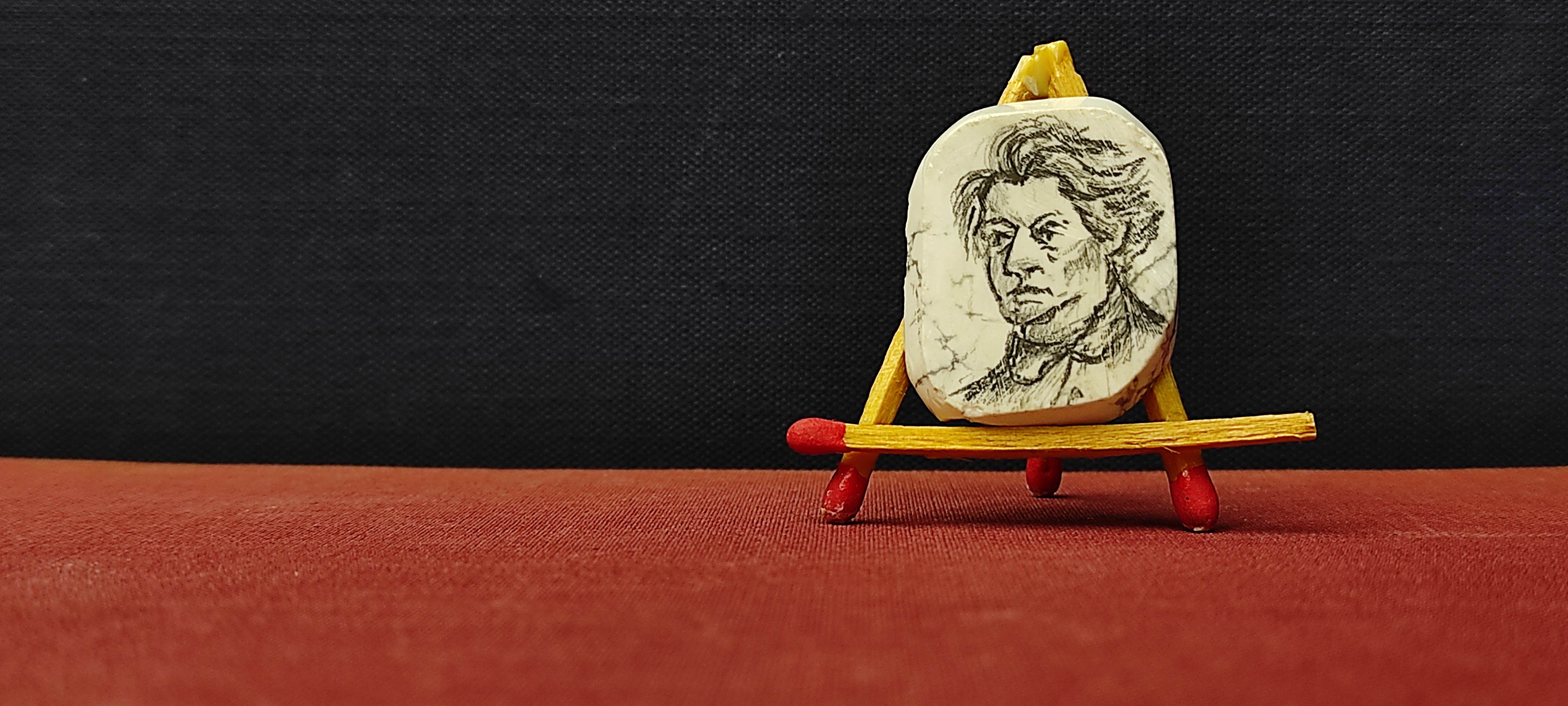
Adam Mickiewicz dimensies 22 × 28 mm
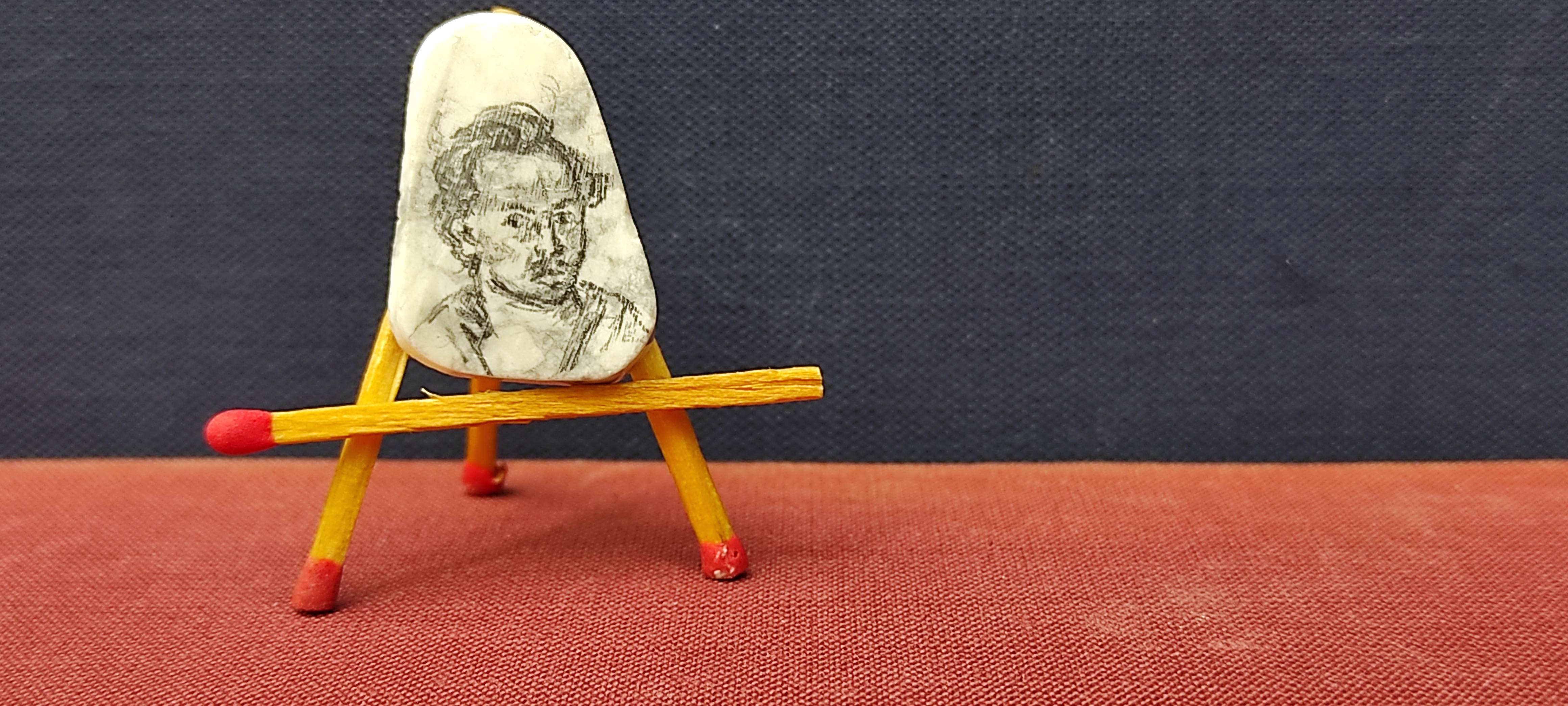
Juliusz Słowacki dimensies 19 × 27 mm
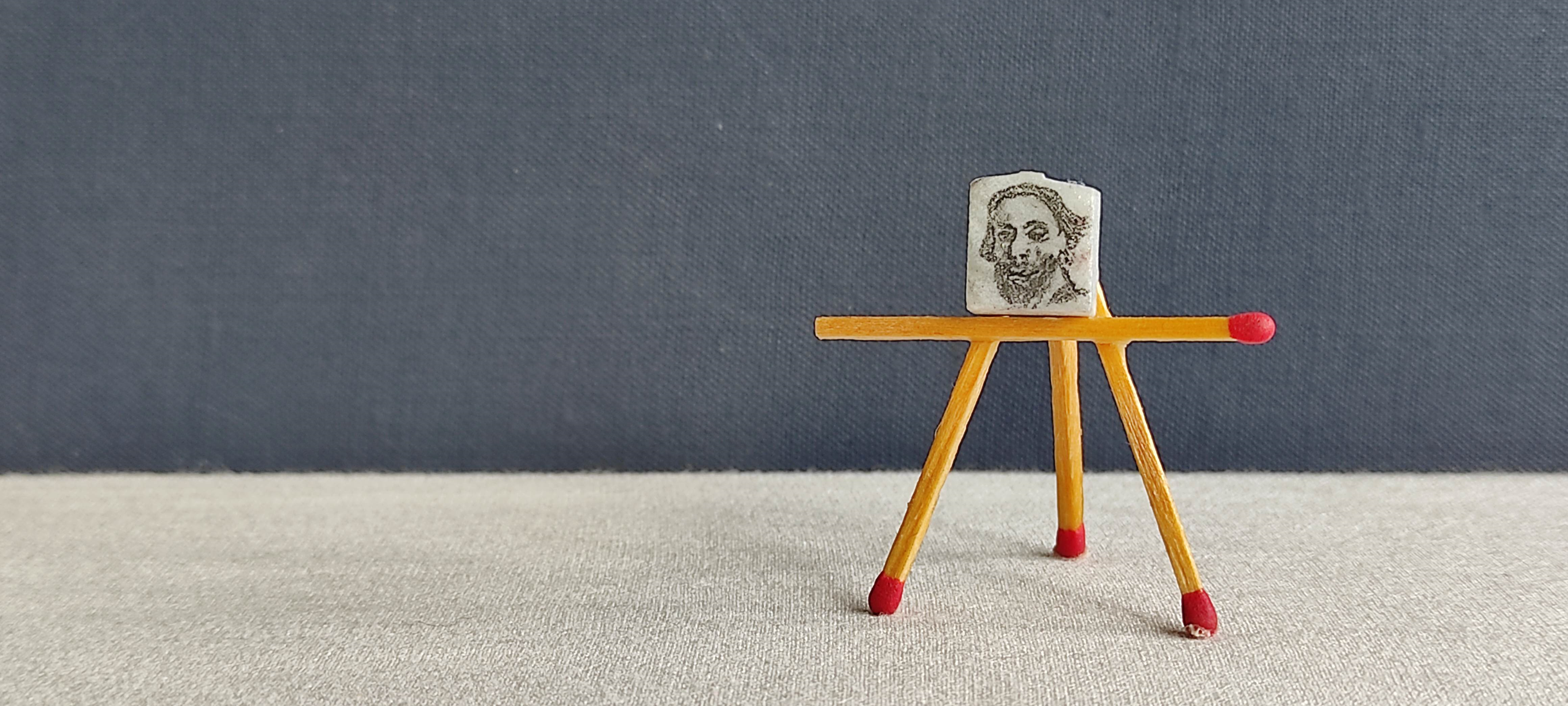
Cyprian Kamil Norwid dimensies 12 × 13 mm
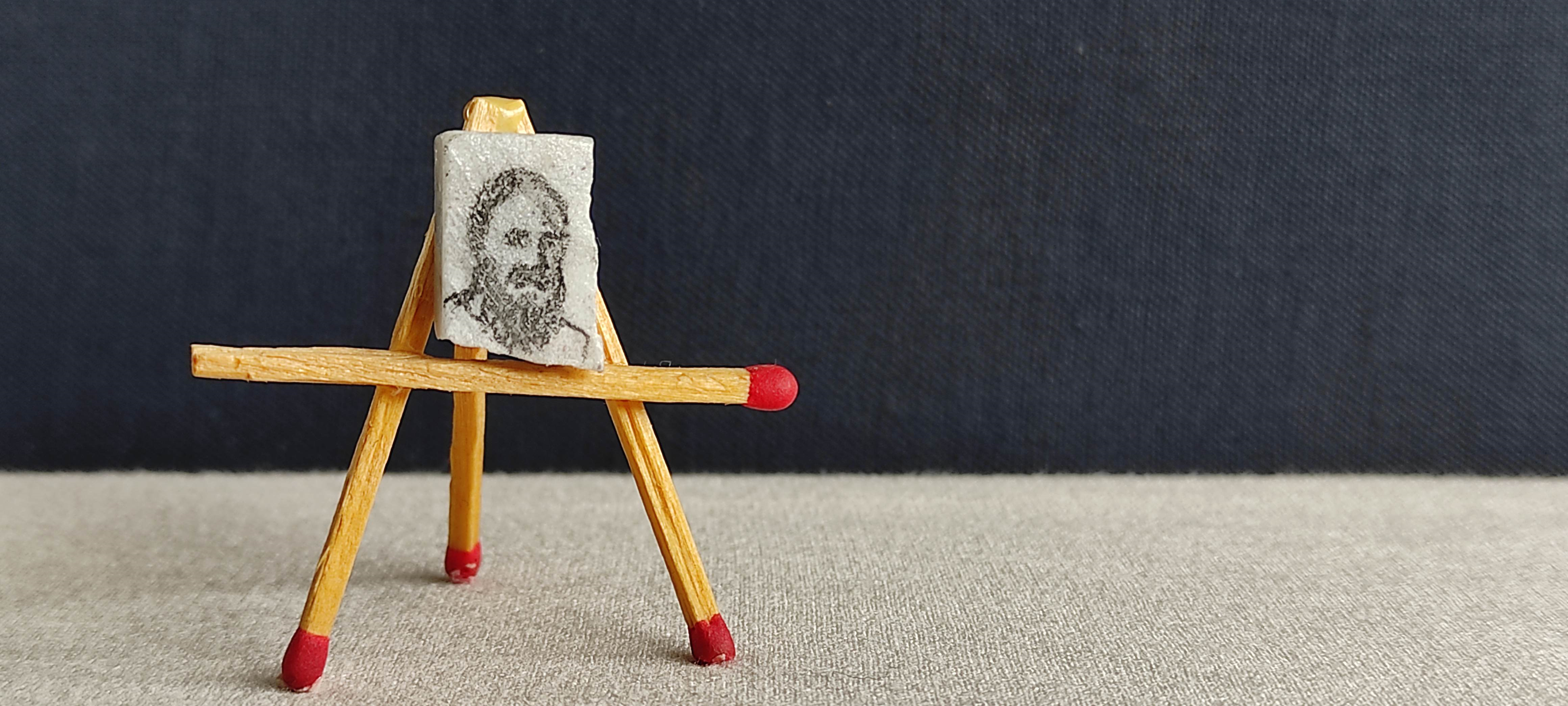
Józef Ignacy Kraszewski dimensies 11 × 16 mm
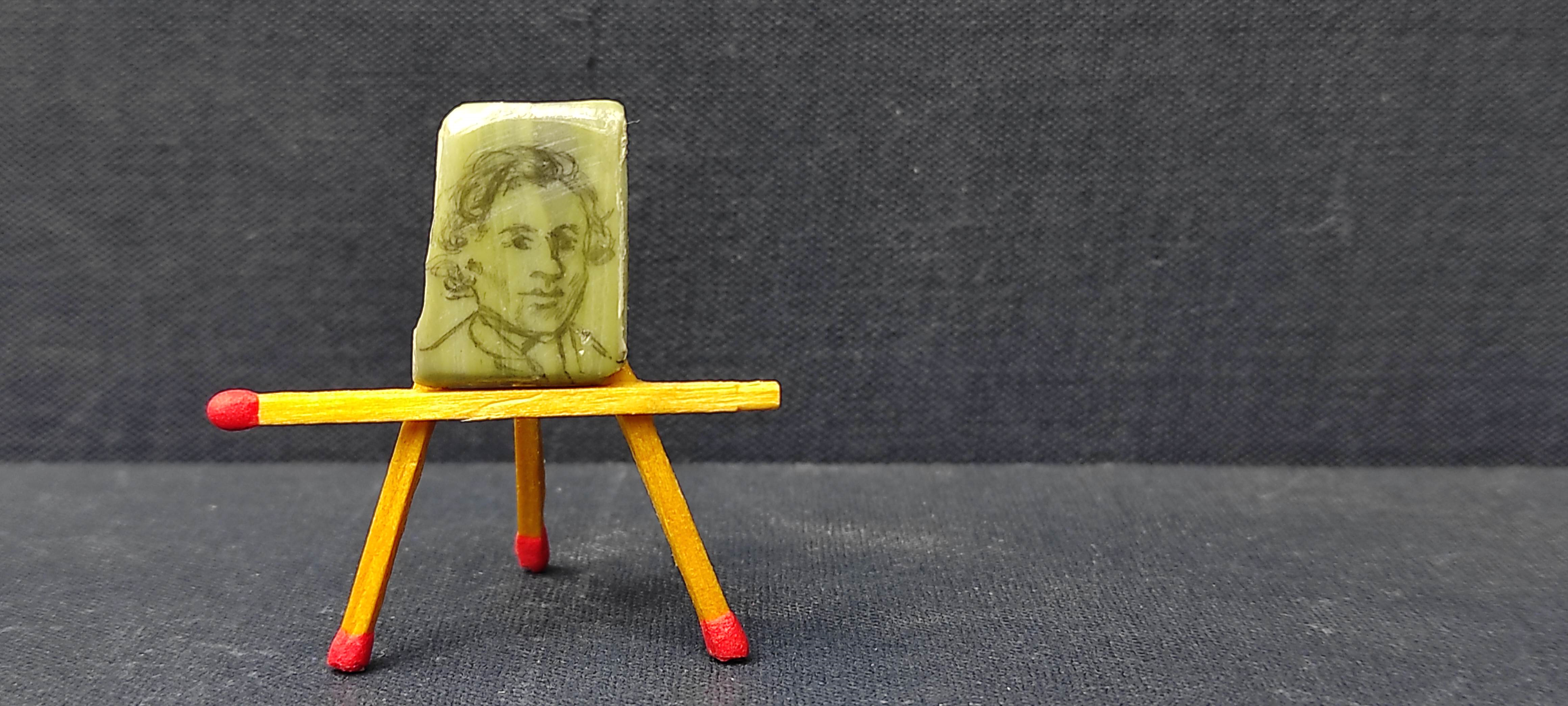
Fryderyk Chopin dimensies 15 × 20 mm

### De expositie van de sculptuur tentoonstelling

Barbara van Nicomedië hoogte 46 mm
Onderwijzer hoogte 32 mm
Twee zussen hoogte 34 en 30 mm
Zilveren Dame hoogte 26 mm

### De expositie van de miniatuurkeramiek

Een aardewerken kan 1 hoogte 18 mm
Een aardewerken kan aan de melk hoogte 10 mm
Bloempot hoogte 9 mm
Een aardewerken kan voor wijn hoogte 17 mm

## Onderscheidingen
Verleenden hem een groot aantal, vaak hoge, onderscheidingen:
- Ereteken "Verdienstelijk voor de Poolse Cultuur" – (2021)[17]
- Gouden Ereteken "Verdienstelijk voor de Bouw" – (2021)[17]
- Gouden Ereteken voor verdiensten voor het Woiwodschap Silezië – (2020)[17]
- Onderscheiding "Platina Leeuw van het Bedrijfsleven" – (2020)[17][18]
- Onderscheiding "Gouden Adelaars van Entertainment" – (2019), (2020), (2021), (2022)[17][19]